# Akkádok
Az akkádok kora ókori szemita népcsoport Mezopotámia területén. Az i. e. 3. évezred elején már jelen voltak a térségben, mint nomád vagy félnomád, esetleg legelőváltó pásztorok. Saját magukra alkalmazott népnevüket nem ismerjük, az elnevezést fővárosuk, Agade után kapták. Az i. e. 3. évezred első felében egyre több helyen megtelepedtek és önálló városokat alapítottak, kulturálisan asszimilálódtak a sumerekhez. Átvették a sumer ékírást, amelyet saját szemita nyelvükre, az akkádra alakítottak.
Az akkádok gócpontja a Tigris és Eufrátesz folyók közti Közép-Mezopotámiában, Asszíria és Tengerföld között helyezkedett el. Legjelentősebb városuk Agade, amelynek egyik uralkodója, Sarrukín legyőzte Sumer főhegemónját, Kist és saját birodalmat alapított.
Az akkádok végül a szintén szemita amoriták vándorlása után, az óbabiloni korban feloldódtak a babiloni népességben.

## Forrás
- ↑ Matyszak: Philip Matyszak: Az ókori világ elfeledett népei. Budapest: Lingea. 2022.  ISBN 978-963-505-097-0